# 갈비 (돼지고기)
갈비는 돼지의 가슴통을 이루는 좌우 열 두개의 굽은 뼈와 살로 구성된 부위이다. 돼지도체의 제1늑골에서 제5늑골까지의 부위로서 제1늑골 5cm 선단부에서 늑골이 포함되게 앞다리에서 분리한 후 피하지방을 제거하여 정형한다. 돼지갈비라고도 한다.

## 돼지갈비

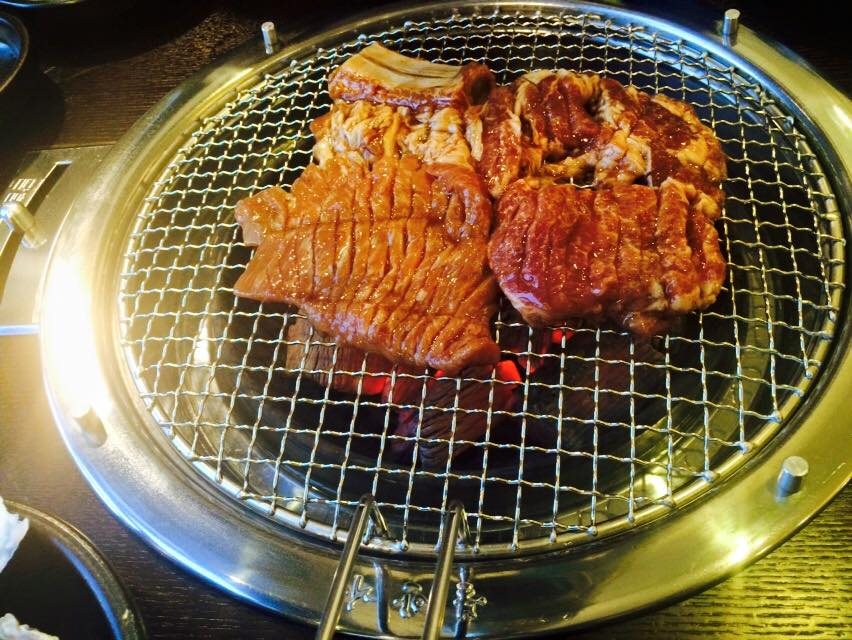
한국식 돼지갈비 구이

돼지갈비(영어: Pork ribs 폭립[*])는 돼지 갈비뼈에 고기가 붙어 나온 채 조리한 고기요리이다. 한국에서는 갈비뼈 중 앞쪽(1~4번 또는 5번)을 '(돼지)갈비' 또는 '쪽갈비', 갈비뼈 중 앞쪽(갈비)을 제외한 나머지를 '등갈비'로 구분하여 부른다.

## 같이 보기
- 돼지고기
- 갈비
- 스언 느엉